# Charaxes leoninus
Charaxes leoninus är en fjärilsart som beskrevs av Butler 1895. Charaxes leoninus ingår i släktet Charaxes och familjen praktfjärilar. Inga underarter finns listade i Catalogue of Life.